# Рид (Арканзас)
Рид (енгл. Reed) град је у америчкој савезној држави Арканзас.

## Демографија
По попису из 2010. године број становника је 141, што је 134 (-48,7%) становника мање него 2000. године.
| Група             | 2000.       | 2010.       |
| Белци             | 2 (0,7%)    | 7 (5,0%)    |
| Афроамериканци    | 265 (96,4%) | 125 (88,7%) |
| Азијати           | 0 (0,0%)    | 0 (0,0%)    |
| Хиспаноамериканци | 3 (1,1%)    | 7 (5,0%)    |
| Укупно            | 275         | 141         |